# Torpedtub

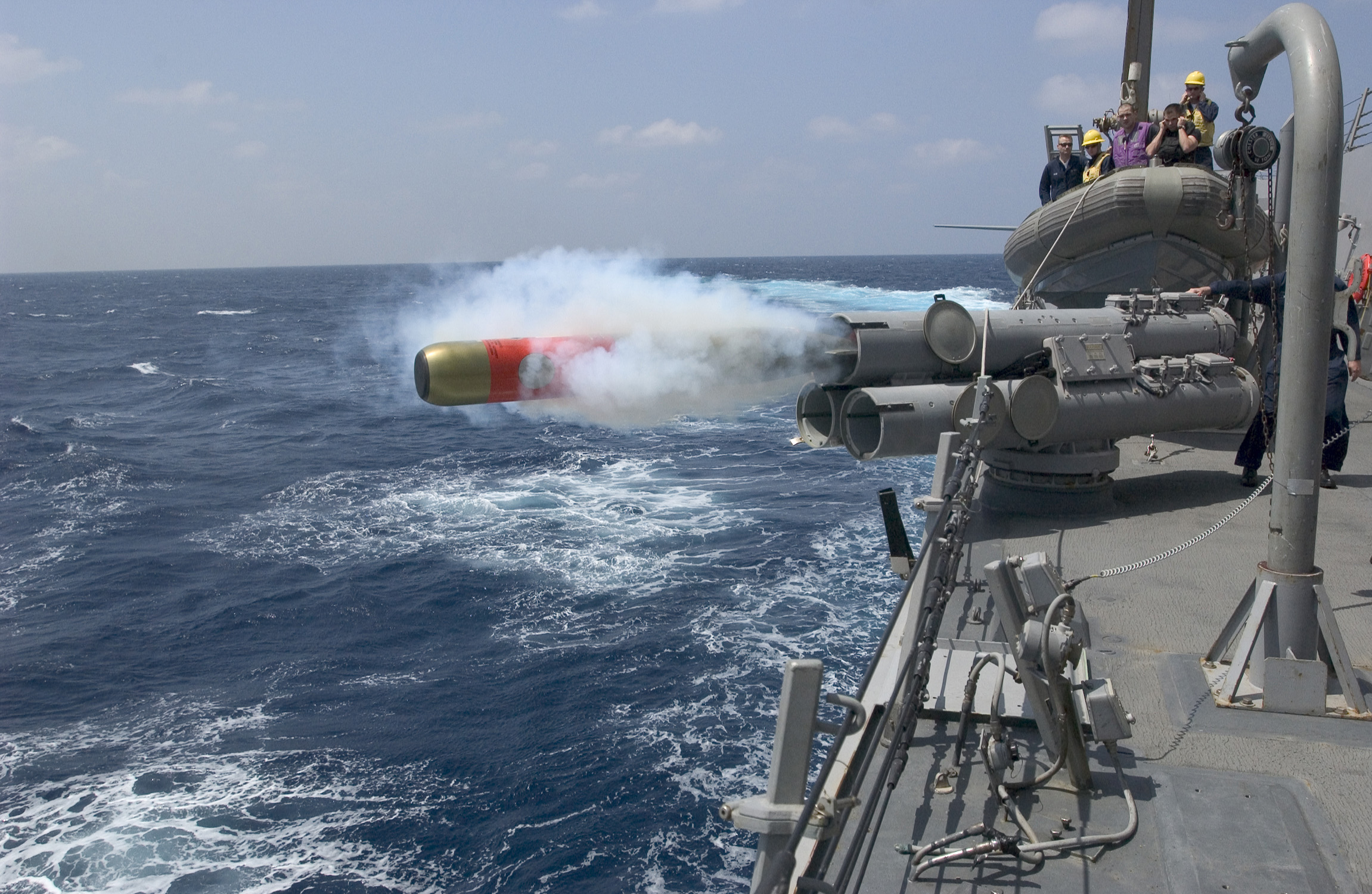
Ubåtsjakt torped av typen Mark 46 avfyras från torpedtub på däcket av.

Torpedtub är en sluten behållare varifrån en torped avfyras. Två huvudtyper av torpedtuber finns, undervattenstorpedtuber som nästan uteslutande används på ubåtar och däcksmonterade torpedtuber.